# Oddychanie komórek
Oddychanie komórek (ang. cell breathing) — zjawisko zmniejszania się zasięgu radiowego wewnątrz komórki w systemach telefonii komórkowej opartych na metodzie dostępu do kanału WCDMA (UMTS, CDMA2000) wraz ze wzrostem natężenia ruchu telekomunikacyjnego przenoszonego przez daną komórkę. Wraz ze wzrostem ruchu wewnątrz komórki zmniejsza się stosunek sygnału do interferencji C/I a co za tym idzie efektywny promień komórki.
Zjawisko oddychania komórek znacznie komplikuje proces planowania sieci UMTS, niemożliwe staje się planowanie zasięgów komórek w oderwaniu od planowania pojemności sieci.